# 到另一個你的身邊去
《到另一個你的身邊去》是從2005年10月11日到2006年3月31日播放的日本科幻動畫作品。

## 概要
- 標題「NOEIN」在希臘語中表示「認識」（νοειν）。
- 每回戰鬥場景的品質不低。
- 小說版由MF文庫J（Media Factory發行）出版（作者是編劇淺川美也）。
- 製作開始時臨時標題為。

## 故事簡介
在十五年之後其中一個可能的將來﹐拉克利馬時空界（ラクリマ時空界）和香格里拉時空界（シャングリラ時空界）之間發生了一場殘酷的鬥爭。拉克利馬時空界是我們當前所處時空十五年後未來的可能性之一。在拉克利馬時空界中地面荒廢﹐人們不可避免地轉入地下生活。香格里拉時空界則是旨在摧毀所有時空的十五年後的另一個未來。雖然拉克利馬時空界的龍騎兵們具有超常的戰鬥力﹐把從香格里拉送來的兵器游擊艇擊破。但拉克利馬時空界明顯處於劣勢。因此拉克利馬的龍騎兵奉命尋找一種被稱為「龍之轉矩」（龍のトルク）的神秘物件﹐而「龍之轉矩」是可以制止香格里拉入侵的關鍵。
現在是夏天。住在函館的小學6年生上乃木遙享受著和朋友一起的剩餘時間不多的小學生活，她唯一放心不下的是準備中學試驗被母親強制督促在家學習，精神承受壓力的幼年夥伴後藤優的事情。然而就在遙的面前出現了幾名身披黑色斗篷的人，他們是來自拉克利馬的龍騎兵。他們稱遙為“龍之轉矩”並且以她為目標。其中的一個人叫鴉，是15年後在拉克利馬時空界的優。

## 登場人物

### 函館的居民們
上乃木遙（聲優：工藤晴香）
和母親兩人住在函館的少女，在父母离异前姓黛，现与爸爸每三个月见面一次。小时候能看到以为是妖怪其实是不同时空的人。對後藤優抱有特殊的感情。飼養了一隻叫巴隆（バロン）的狗和一隻叫多羅（トノ）的貓。
“龙之转矩”拥有者，有影響時空的「龍之轉矩」的力量，曾成功阻止大坝崩溃。
可以用家中的旧电话一定程度上改变时空，也有其他时空的遥打过电话来给予告诫。
曾被带到未来（拉克利马）并被关押。在拉克利马对餐盘上的活虫子样食物起初感到难以下咽，但品尝后却感到意外的好吃。
靠餐盘上与血色相近的汤从阿玛米库下属处夺得钥匙并逃离关押的房间。与美穗的女儿莉莉相会并一起逃到地面，见识到地面的荒凉。然后得知阿玛米库真实身份，了解到拉克利马为15年后的世界。后被鸦救出，回到15年前所在的世界。
被noein灌输未来是不可改变的观念，但在众人努力下鸦恢复过来，随即改变这一观念。
在与鸦一同被noein带到时空狭缝中时将鸦送回15年前世界。在狭缝中遥选择了有鸦的时空。
遭时空反转来到拉克利马，为寻找优的生状态而来到香格里拉。
被诱导想要使所有时空界与香格里拉同步，但靠优和燕雀的努力改变这一观念。
最终指出noein和优的不同（noein忘记了遥的存在）而与优和鸦离开香格里拉时空界。
与鸦相约15年后见。
後藤優（聲優：瀧本富士子）也被译作“裕”
原本是個開朗的少年，但是由於被母親寄予過高的期望（强迫报考东京私立中学）而變得消沉。
吃过鸦的醋。后由鸦亲口告诉自己他是15年后的优。
逐渐开始保护遥，他的保护行动可以使鸦回复能力。
为保护遥而一起卷入时空反转中。后因没有数据化而成为死和生共同存在的重叠状态（死状态在拉克利马，生状态在香格里拉）。在香格里拉被遥找到而稳定在生状态。
在香格里拉时空界协助改变大家被香格里拉影响的未来时空。前往救出遥。
成功抵抗noein对自己的收束，与遥回到15年前世界。
15年后从东京回来，完成自己和遥的约定。
藤原勇（聲優：宮田幸季）
優的密友。雖有不正經的一面但卻是個為朋友著想的人。 曾被认为喜欢老师雪惠。有一个喜欢作弄他的哥哥和一个妹妹。
長谷部愛（聲優：千葉紗子）
遙的密友，個性活潑，雖時常和勇鬥嘴，但事實上對他有好感。有時她也和遙鬥嘴。
向井美穗（聲優：名塚佳織）
遙的密友。對奇異現象總是特別興奮。外表看起來像燕雀的妹妹。
後藤美有樹（聲優：田中敦子）
優的母親，和明日香同年級。是給優造成精神上壓力的人。中學時姐姐死去﹐她自認為她媽媽並不愛她。自己曾想变成姐姐那样的人但没有成功，于是決心把優培養成像她姐姐那樣。
在姐姐刚去世的时候曾与明日香说过想代替姐姐去死。后与明日香合计一起离家出走，但只是登上缆车爬山便回家了（与优和遥的离家出走路线相同）。
通过龍之轉矩的力量回到过去的时空，见到妈妈因为自己突然不见而担心，知道了自己的妈妈还是爱自己的，并了解回家后妈妈做汉堡包是把自己的喜好和姐姐弄混了。本人凡是妈妈做的菜都喜欢吃。
上乃木明日香（聲優：岡村明美）
遙的母親，繪本作家。38歲，性格奔放。昔日就是美有樹的好友
被遙评价“尽出些卖不出去的书”
因一次摔倒结识遥的父亲。美术大学生，专业是日本绘画。
二條雪惠（聲優：中原麻衣）
遙他們班級的老師。和涼子第一次見面時就發生摩擦。
内田涼子（聲優：大原沙耶香）
量子物理學學者。26岁。反对魔环计划
无意间见到遥阻止大坝崩溃一幕并拍摄下来。曾与遥的朋友一同寻找遥。
郡山京司（聲優：藤原啓治）
警察官。39歳。凉子的助手，司机兼保镖。
篠原真琴（聲優：咲野俊介）
黛拓也（聲優：三宅健太）
大学时是量子情报处理光学专业。
原魔环计划领导者，因了解魔环计划的危险性，于半年前辞职。遥的爸爸，与她每三个月见一次面。

### 拉克利馬時空界

#### 龍騎兵
鴉（聲優：中井和哉）
15年後的優。接受命令後為了奪取龍之轉矩而在遙的面前出現。下定決心即便身體消亡也要保護遙。
因反抗捕获龙之转矩而被关押，曾靠自身对遥的想念和15年前的裕的决心而成功逃脱关押并救出遥回到15年前的世界。
在遥家与15年前的遥，优，勇，爱，美穗相见。
与猫头鹰争斗最终胜出，但被noein重伤。在黑鳶和众人帮助下恢复。
寻找时空反转的遥而回到拉克利马，然后跟随遥来到香格里拉时空界。
为了优能前往救遥而与时空艇战斗，后由燕雀代替而前去救遥。
阻止时空收束后与遥相约15年后见。
長尾林鴞（猫头鹰）（聲優：喜安浩平）
鴉的朋友。勇15年後在拉克利馬時空界的姿態。与鸦争斗，最后以自己认输告终，将保护当前时空遥的任务交给鸦。但被随后出现的noein杀死。
临死时说出“好像再见你一面，爱”，同时空的爱与此同时突然感到悲伤流出眼泪。
燕雀（聲優：鈴村健一） 也被译作“花鸟”
龍騎兵之一，性格残忍。22歲。幼年时成长起来的地方很恶劣。不喜歡有關鴉的事情，處處和鴉作對。為了殺死遙，和黑鳶、紅交嘴雀一起背叛拉克利馬時空界。被鸦和猫头鹰合力打至失忆。失忆后与错认成妹妹纱罗的美穗约定保护大家。因香格里拉时空界干扰15年前时空的契机恢复记忆，但性格有所改变，开始帮助众人。
在香格里拉时空界协助纠正被影响的未来时空。将一同送来的遥的朋友们送回15年前时空。
代替鸦与时空艇战斗。后在时空连接处阻止时空艇到15年前的世界。
黑鳶（聲優：白石涼子）
科學技術官。最年輕的龍騎兵。21歲。背叛者之一，但后来改变了想法与鸦等人合作。因为自己成长的地方不好而羡慕鸦（不过自己已经把那个地方忘了）。
电脑技术一流，可以使用15年前的“古董（当时的最新型号）”计算机配合自己的编程技术完成量子计算。
秧雞（聲優：小山力也）也被译作“水鸡”
龍騎兵司令官。32歳。被遥的时空所排斥，所以每次转移都会导致身体的部分缺失。喜欢小鹭却得不到回应。背叛者，因为想去香格里拉而被noein利用着，在最后被noein抛弃。向十皇会建议时空反转强制把遥拉到15年后世界。最后终于抓住遥进入香格里拉，却在进入后被香格里拉时空排斥而崩溃消失。
紅交嘴雀（聲優：三宅健太）
體格巨大的職業殺手。28歲。為了殺死遙和燕雀及黑鳶一起背叛拉克利馬時空界。在抓住遥时被极度激动的鸦所杀。
鹭（聲優：本田貴子）
女性龍騎兵之一，25岁。喜欢鸦。不能容忍鸦对遥的保护。
认为一切不幸的元凶是龙之转矩，所已多次前往15年前世界企图带走遥。
与鸦争斗后留在15年前时空中。

### 居住区·龙之巢
阿玛米库（聲優：千葉紗子）
15年后的爱。在遥关押期间与下属一起照顾她。在遥跑到地面上后与之相会并告知自己真实身份。
后参与遥与量子电脑连接的实验，实验过程中表现出愧疚神情，在鸦赶到将遥救出后，向遥道歉。
因放走鸦和遥从上古居住区放逐到龙之巢，但本人一点也不后悔。
莉莉（聲優：名塚佳織）
美穗的女儿，七岁。与美穗长的十分相像，与遥初次见面被遥称作“缩小版美穗”。曾与遥一起爬到地面。后被猫头鹰告诫不要再出地面去。
美穗

### 香格里拉時空界
noein（聲優：中井和哉）
面具男的自称，曾将遥带到香格里拉时空界。
为15年后香格里拉时空界的优。17岁时遭遇车祸，车祸后的汽车爆炸导致老师雪惠、遥、勇、爱当场死亡（本人被从车内甩出而幸免）。
因遍历众多时空却发现每个时空都有痛苦，于是想是所有时空与香格里拉同化后回归虚无并孕育出新时空。
最终因缺少认同感变得自己也不认识自己而自灭。
香格里拉人
游击艇
香格里拉時空界的空中兵器。

## 製作人員
- 原作：赤根和樹、SATELIGHT
- 導演：赤根和樹
- 副導演：安田賢司
- 系列構成：赤根和樹、大野木寛
- 人物設定：岸田隆宏
- 美術監督：佐藤豪志（草薙）
- 音樂：七瀬光
- 音樂製作：Lantis
- 音響監督：明田川仁
- 音響製作：MAGIC CAPSULE
- 動畫製作：SATELIGHT
- 製作：NOEIN製作委員會（MEDIA FACTORY、東芝Entertainment[1]、SATELIGHT、Lantis、BANDAI CHANNEL）

## 主題歌

### 片頭曲
「idea」
作詞：riya、作曲・編曲：菊地創、歌：eufonius

### 片尾曲

作詞：稻葉江美、作曲・編曲：、歌：solua

## 各話标题
各话日文标题均使用片假名。
| 話数 | 日文标题       | 中文标题     | 脚本              | 分鏡                        | 演出                                     | 作画監督                                        |
| ---- | -------------- | ------------ | ----------------- | --------------------------- | ---------------------------------------- | ----------------------------------------------- |
| 1    |                | 蓝色的雪     | 赤根和樹          | 赤根和樹                    | 安田賢司                                 | 中屋了                                          |
| 2    | イエデ         | 离家出走     | 赤根和樹          | 安田賢司                    | 土屋浩幸 安田賢司                        | 石川健介                                        |
| 3    | オワレテ…      | 被追逐       | 北嶋博明          | 松村やすひろ こでらかつゆき | 松田清                                   | 奥田淳                                          |
| 4    | トモダチ       | 朋友         | 佐藤和治          | もりたけし                  | 堀内直樹                                 | 寺沢伸介                                        |
| 5    | ソレカラ…      | 从那以后     | 大野木寛          | 須永司                      | 榎本守                                   | 小美野雅彦                                      |
| 6    | ナミダノジクウ | 泪之时空     | 北嶋博明          | 田中孝行                    | 田中孝行                                 | 中屋了                                          |
| 7    | タイセツナヒト | 重要的人     | 北嶋博明          | 安田賢司                    | 松田清                                   | 石川健介                                        |
| 8    | カクシゴト     | 隐藏的事实   | 浅川美也          | こでらかつゆき              | 畠山茂樹                                 | 今里佳子                                        |
| 9    | トキヲコエテ   | 穿越时空     | 浅川美也          | 若林厚史                    | 横山広行                                 | 青木真理子                                      |
| 10   | アラシノヨル   | 暴风雨的夜晚 | 佐藤和治          | 黒津安明 若林厚史           | 榎本守                                   | 鷲田敏称 小林利充                               |
| 11   | スレチガイ     | 擦身而过     | 大野木寛          | 田中孝行                    | 安田賢司                                 | 関口雅浩（レイアウト作監） 奥田佳子（原画作監） |
| 12   | タタカイ       | 战斗         | 佐藤和治          | 古橋一浩                    | 田中孝行                                 | 大久保宏 松本憲生                               |
| 13   | ネガイ         | 愿望         | 北嶋博明          | 若林厚司                    | 松田清                                   | 小美野雅彦 見嶋梨香                             |
| 14   | キオク         | 记忆         | 北嶋博明          | 須永司                      | 柳瀬雄之                                 | 青木真理子                                      |
| 15   | シャングリラ   | 香格里拉     | 大野木寛          | 須永司                      | 菊地康仁                                 | 高橋裕一                                        |
| 16   | クリカエシ     | 重复         | 赤根和樹          | 赤根和樹                    | 榎本守                                   | 岸田隆宏 仁保知行 りょーちも                    |
| 17   | マヨイ         | 迷惘         | 浅川美也          | 鹿島典夫                    | 鹿島典夫                                 | 藤川太                                          |
| 18   | ワルイユメ     | 噩梦         | 北嶋博明          | 須永司                      | 安田賢司                                 | 関口雅浩 見嶋梨佳                               |
| 19   | オモイデ       | 回忆         | 大野木寛          | 田中孝行 安田賢司           | 田中孝行                                 | 中屋了 山崎秀樹                                 |
| 20   | モウイチド…    | 再次         | 佐藤和治          | 黒森鷹治                    | 榎本守                                   | 小美野雅彦                                      |
| 21   | マボロシ       | 幻影         | 浅川美也          | 森田宏幸                    | 松田清                                   | 高田晃                                          |
| 22   | ミライヘ…      | 向着未来     | 佐藤和治          | 渡辺信一郎                  | 菊地康仁                                 | うつのみや理 高橋裕一 入江篤                    |
| 23   | オワリ         | 完结         | 大野木寛          | 安田賢司 田中孝行           | 鹿島典夫                                 | 結城信輝                                        |
| 24   | ハジマリ       | 开始         | 赤根和樹 大野木寛 | 赤根和樹 安田賢司 田中孝行  | 赤根和樹 安田賢司 田中孝行 松田清 榎本守 | 関口雅浩                                        |

## 外部連結
- 官方網站（日語）